# 罗辩县
罗辩县，中国旧县名。

## 历史
唐武德五年由石龙、吴川二县析置，六年改隶辩州，貞元中改陆川县复置，属禺州，故城址在高州城西北罗江边（今广西北流市六靖镇古城村）。宋开宝五年并入北流县。
县名得名于南朝宋道士罗辩。